# Пелес (посёлок)
Пелес — посёлок-эксклав Верхнекамского муниципального округа Кировской области. В настоящее время посёлок расселён и заброшен.

## География
Посёлок расположен на берегу реки Пелес (бассейн Камы). Расстояние по железной дороге до Лесного — 96 километров, до посёлка Нижний Турунъю Койгородского района Республики Коми — 39 километров, по автодороге до посёлка Нючпас Койгородского района — 37 километров.
С точки зрения административного устройства Кировской области, Пелес входит в состав Верхнекамского района. С точки зрения муниципального устройства, входит в состав одноимённого и соответствующего району муниципального округа. Для данных района, муниципального округа и области посёлок является эксклавом. Со всех сторон Пелес окружён территориями Гайнского района и соответствующего ему одноимённого муниципального округа, входящих в состав Коми-Пермяцкого округа Пермского края. Для данных района, муниципального округа, округа и края посёлок является анклавом.

## История
Посёлок основан в середине 1950-х годов как один из лагерных пунктов Вятлага. С 1963 по 1999 год Пелес имел статус посёлка городского типа.
С 1 января 2006 года до декабря 2020 года Пелес входил в состав Лесного городского поселения Верхнекамского муниципального района. После упразднения городского поселения и муниципального района вошёл в состав новообразованного Верхнекамского муниципального округа.
В 2010 году разобрана Гайно-Кайская железная дорога до станции Верхнекамской.

## Население
Численность населения
| 1970 | 1979 | 1989 | 2010 |
| ---- | ---- | ---- | ---- |
| 5462 | 2040 | 1237 | 0    |